# أبو زيد السيرافي
أبو زيد حسن السيرافي (القرن الرابع الهجري / العاشر الميلادي) هو مدون رحلات عربي.
أضاف ذيلاً لكتاب «سلسلة التواريخ » الذي جمعه سليمان التاجر.
كما وصف مدينة قوانتشو في ذات الكتاب والذي يسمى أيضا رحلة السيرافي.